# C'est toi (album)
Albums de Dany Brillant
C'est ça qui est bon
(1991) Havana
(1996)
C'est toi est le deuxième album de Dany Brillant, sorti en 1993 chez Warner. Comme le précédent, il est produit par Varda Kakon.

## Historique
C'est toi est enregistré avec la participation d'un ensemble d'une quarantaine de musiciens (une vingtaine de cordes et de cuivres). L'orchestration est réalisée par le Cubain Rembert Egues, collaborateur de longue date du chanteur.
L'album s'est vendu a 285 000 exemplaires. Il a été certifié disque d'or en 1995 (100 000 exemplaires) et double disque d'or (200 000 exemplaires) en 2001,

## Titres
Toutes les chansons sont écrites et composées par Dany Brillant.
| 1.    | C'est toi                     | 2:51 |
| 2.    | Donne moi l'amour             | 2:28 |
| 3.    | J'vais voir ma p'tite poupée  | 2:38 |
| 4.    | J'aime la musique             | 3:22 |
| 5.    | Chérie                        | 4:02 |
| 6.    | Tu as brisé ma vie            | 5:18 |
| 7.    | Quand tu viens chez moi       | 2:33 |
| 8.    | Mais que veux-tu que je fasse | 2:41 |
| 9.    | C'est pas vrai                | 4:28 |
| 10.   | Redonne moi ma chance         | 3:34 |
| 33:57 |                               |      |

## Crédits
Les crédits sont tels qu'indiqués sur la pochette du disque.
- Alto : Isabelle Chapuis, Rémy Brey, Marc Desmons, Christian Dufour
- Basse : Vincent Hamamdjian
- Batterie : Stéphane Vera
- Bongo, Claves : Dany Brillant
- Bugle : Christian Martinez
- Cello : Hubert Varron, Philippe Cherond
- Contrebasse : Christophe le Van
- Cor : Patrice Cafaxe
- Flûte : Raymond Guiot
- Guitare : Bruno Caviglia
- Harpe : Jean-Claude Dubois
- Percussions : Marc Chantereau, Orlando Poleo
- Saxophone : Alain Hatot, Christophe Nègre
- Trombone : Denis Leloup, Jean-Christophe Vilain
- Trompette : Christian Martinez, Antoine Russo
- Vibraphone et direction d'orchestre : Rembert Egues
- Violon : France Dubois, Christophe Guiot, Michel Cron, Michel Noël, Alain Kouznetzoff, Jean Gaunet, Roger Berthier, Didier Saint-Aulaire, Roland Stepczak